# جامعة بوكوفينسكي الطبية الحكومية
جامعة بوكوفينسكي الطبية الحكومية مؤسسة تعليم عالي أوكرانية، (بالأوكرانية: Буковинський державний медичний університет) هي جامعة تقع في تشيرنيفتسي أوبلاست، أوكرانيا. أُسِّسَت هذه الجامعة في سنة 1944.

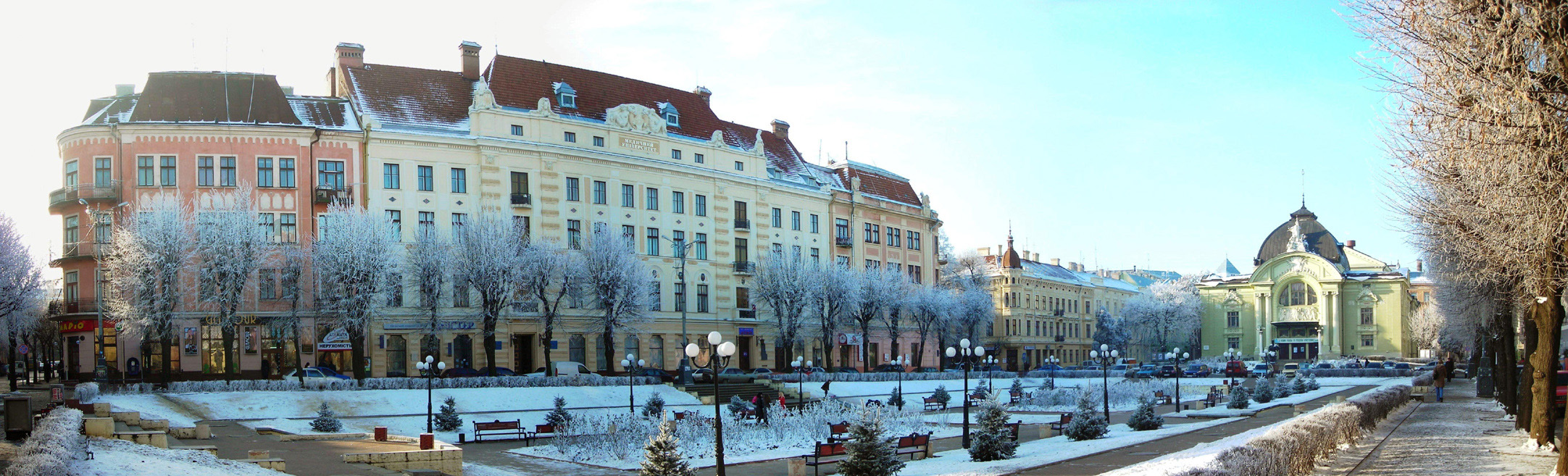